# Jan Rejchart Štampach ze Štampachu
Jan Rejchart Štampach ze Štampachu (okolo roku 1550 – před rokem 1615) byl český šlechtic z rytířského rodu Štampachů ze Štampachu. Patřila mu mimo jiné panství Poláky, Mašťov a Mšec, ale sám působil na dvoře císaře Rudolfa II. V jeho službách podnikl cesty do Konstantinopole a do Moskvy.

## Rodina
Jan Rejchart byl synem Linharta staršího Štampacha ze Štampachu († 1608) a jeho první manželky Žofie Šmuhařové z Rochova. Sám se oženil s Annou Kaplířovou ze Sulevic, se kterou měl jediného syna Zdeslava. Zemřel pravděpodobně před rokem 1615, protože v tomto roce je jako majitel Mšece poprvé doložen jeho bratr Jan Jindřich Štampach.

## Majetek
Po smrti svého otce Jan Rejchart vlastnil rodový majetek v nedílu se svými sourozenci. V roce 1609 se o něj rozdělil, takže mu připadlo panství Poláky a statek Libouš. Ve stejném roce koupil osminu Hasištejna od Kryštofa z Lobkovic, čímž se celý hrad a jeho panství dostaly do vlastnictví Štampachů. Po strýci Matyášovi Štampachovi ze Štampachu zdědil Mašťov a Mšec a v roce 1611 po své sestře Barboře Razice. V Praze mu patřila polovina domu U Pěti kostelů v Dlouhé ulici na Starém Městě.

## Cesty
První dlouhou cestu Jan Rejchart podnikl v roce 1591, kdy se stal jedním z patnácti rytířů v poselstvu Rudolfa II. vedeném Fridrichem Kreckwitzem do Konstantinopole na dvůr sultána Murada III. Pro svou účast však měl Jan Rejchart soukromé důvody: putoval do Konstantinopole, aby v ní zřídil křesťanský náhrobek svému staršímu bratrovi, který ve městě v roce 1590 zemřel na mor. Umožnila mu to přímluva a finanční příspěvek Davida Ungnada ze Sonnecku. Cesta začala 1. října 1591. Poselstvo se plavilo po Dunaji až do Bělehradu, odkud pokračovalo na koních přes Sofii a Edirne do Konstantinopole, kam dorazilo 28. listopadu. Jan Rejchart splnil svůj úkol zřídit náhrobek a koncem ledna nebo v únoru 1592 se vrátil do Prahy. Unikl tak dlouhému zajetí zbývající části poselstva, jehož členové byli zajati, když Murad III. v roce 1593 vyhlásil římskému císaři válku.
Druhou cestu Jan Rejchart uskutečnil pod vedením Mikuláše Varkoče z Dobčic. Císařské poselstvo na jaře roku 1593 směřovalo do Moskvy ke dvoru cara Fjodora I., aby posílilo spojenectví a získalo pomoc proti Turkům. Mikuláš Varkoč v Moskvě získal příslib spojenectví, jehož další postup měl být projednán dalšího roku. Při odjezdu byli rytíři poselstva obdarováni vzácnými kožešinami, z nichž Jan Rejchart získal asi tucet sobolích a tucet kuních kožešin. Na zpáteční cestu se poslové vydali 18. prosince 1593 a do Prahy přijeli přes Vídeň 5. března 1594.
Další životní osudy Jana Rejcharta jsou nejasné. Lze doložit jen jeho pobyty v Čechách, Drážďanech nebo dvě návštěvy v Altdorfu během listopadu 1598 a ledna 1600. V Národním muzeu je uložena kopie jeho portrétu. Originál vznikl nejspíše roku 1594, zatímco kopie pochází z konce sedmnáctého století. Svědectví o jeho cestách podává dochovaný památník (štambuch) s pergamenovou vazbou. Původně obsahoval 402 folií, z nichž malá část chybí. Jednotlivé listy jsou tvořeny pestrými orientálními papíry a obsahují zápisy a ilustrace z Janových cest a míst, na kterých pobýval, a od lidí, s nimiž se setkal.